# Shamar Rinpoché
Shamar Rinpoché (tibétain : ཞྭ་དམར་རིན་པོ་ཆེ་, Wylie : zhwa dmar rin po che), parfois surnommé le lama à la coiffe rouge, est une lignée de lamas tibétains karma-kagyu réincarnés qui, traditionnellement, ont pour siège spirituel historique le monastère de Yangpachen, dans la vallée du même nom. Ce grand maître tibétain, qui est dit de qualité égale à celle du Karmapa, est considéré comme une émanation du Bouddha Amitābha. Le 1er Shamarpa est né en 1283. Il fut le premier de la lignée. De manière générale, nombre de Shamarpas ont assuré la continuité de la lignée Karma Kagyu en régnant durant la période de transition entre deux incarnations du Karmapa.
Nombre d'entre eux ont été responsables de la recherche et de la reconnaissance du nouveau Karmapa. Les Karmapas et les Shamarpas ont été si étroitement liés à travers les siècles que des textes historiques ont parlé du Shamarpa, l'un des détenteurs d'une coiffe rouge, comme manifestation du Karmapa, détenteur de la coiffe noire.

## Histoire de la lignée des Shamar Rinpoché
Ce bref récit des réincarnations successives des Shamarpa est extrait de « La Guirlande du cristal d'eau de lune »
La tradition d'une lignée de réincarnations successives a commencé au XIIe siècle, au Tibet, avec le 1er Karmapa, Düsum Khyenpa disciple de Gampopa. La lignée des réincarnations des Shamarpas a commencé à l'époque de Rangjung Dorje, le 3e Kamarpa qui a présenté son disciple principal, Khédrup Drakpa Sengé, la coiffe rouge rubis lui conférant le statut de Shamarpa, signifiant "le détenteur de la coiffe rouge". Cette coiffe rouge est une réplique de la coiffe noire portée par les Karmapa, et elle représente la relation étroite qui existe entre ces deux lignées de réincarnation, puisque les Kamarpa et les Shamarpa sont considérés comme inséparables. Le 2e Karmapa, Karma Pakshi, a dit : "Les futurs Karmapa se manifesteront sous deux formes".
Cette affirmation a été clarifiée plus tard par le 4e Karmapa, Rolpe Dorje, quand il désigna la réincarnation du Shamarpa comme seconde manifestation de lui-même. Les Shamarpa sont aussi connus comme une émanation du Bouddha Amitābha.
En 1792, la lignée des Shamar Rinpoché alors dans sa 10e incarnation, fut bannie du Tibet par le gouvernement du Ganden Phodrang en raison des guerres entre Mongols supportant les bonnets jaunes (Gelugpa dirigés par le Dalaï-lama) et Tibétains supportant les shamarpa. Des réincarnations de Shamar Rinpoché auraient néanmoins été identifiées, et le 14e de la lignée, Kunzig Shamar Rinpoché (né en 1952), a été ré-institué  par le 16e karmapa en 1956, mais ce n'est qu'en 1963 qu'il a été officiellement reconnu par le dalaï-lama et le gouvernement tibétain en exil.

## Lignée des Shamarpas[4]
1. Khédrup Drakpa Sengé (1283-1349)
2. Khachö Wangpo (1350-1405)
3. Chöpal Yeshé (1406-1452)
4. Chökyi Drakpa Yeshé Pal Zangpo (1453-1524)
5. Köncho Yenlak (1526-1583)
6. Mipan Chökyi Wangchuk (1584-1630)
7. Palden Yeshé Nyinpo (1631-1695)
8. Palchen Chökyi Döndrup (1695-1735)
9. Könchog Geway Jungnay (1733-1741)
10. Mipham Chödrup Gyamtso (1742-1792)
11. Le 11e Shamarpa devint un médecin tibétain ; il a vécu et pris soin du peuple de la partie nord du Tibet.
12. Tugsay Jamyang Rinpoché, fut l'un des 3 fils du 15e Karmapa[5].
13. Le 13e ne vécut que quelques années.
14. Mipham Chokyi Lodro (1952-2014)